# Muntanyesa de tartera
La muntanyesa de tartera o erèbia de tartera (Erebia gorge) és una espècie de lepidòpter papilionoïdeu de la família dels nimfàlids (Nymphalidae) present als Països Catalans.

## Distribució
Dispersa per diverses serres del sud d'Europa. A la península Ibèrica es troba a la Serralada Cantàbrica i Pirineus, representada per la forma ramondi.

## Hàbitat
Tarteres en terreny calcari i morrenes. L'eruga s'alimenta de Poa minor, Poa alpina, Sesleria varia, Festuca alpina, Poa annua, Poa pratensis i Lolium.

## Període de vol i hibernació
Una generació de finals de juny fins a finals d'agost, segons l'altitud i la localitat. El desenvolupament de les larves dura una o dues temporades (hiberna en aquest estadi.

## Comportament
La posta es realitza de manera individual sobre les herbes o roques properes.

## Conservació
Es creu extinta a Ucraïna. En general, es tracta d'una espècie en retrocés.